# Jana Vidic
Jana Vidic, slovenska novinarka, * 1970.
Je sodelavka radijskega programa Val 202 (Radiotelevizija Slovenija), kjer se ukvarja predvsem z vsebinami na temo zdravja in družbe. Znana je predvsem kot dolgoletna glasnica projekta Botrstvo, dobrodelne akcije za pomoč socialno ogroženim otrokom.
Za sodelovanje pri projektu Botrstvo je leta 2012 prejela nagrado bratstvo resnice za izstopajoče novinarske stvaritve, ki jo podeljuje Društvo novinarjev Slovenije, leta 2014 pa nagrado horus za družbeno odgovornost (skupaj z Natašo Zanuttini in Jernejo Jevševar).